# Delosperma nubigenum
Espèce
Delosperma nubigenum (Schltr.) L. Bolus est une espèce de plantes vivaces succulentes hermaphrodites de la famille des Aizoacées, d'origines africaines.

## Géographie
Originaire des hautes montagnes du Lesotho, jusqu'à 3000 m d'altitude (Sani Pass), elle supporte aisément de très basses températures, jusqu'à - 25 °C. Néanmoins, il est généralement conseillé de ne pas descendre en dessous de - 7 °C pour leur culture.
Environ 140 espèces sont recensées (Afrique du Sud-Ouest, province du Cap, Natal, Transvaal, Rhodésie, Afrique de l'est jusqu'en Arabie).
Ce végétal est souvent utilisé dans des rocailles sèches, la terre doit être particulièrement drainée, un sol sablonneux ou caillouteux ne retenant pas l'eau stagnante.

## Aspect
Les plantes forment des tapis de feuilles succulentes vertes mais ne sont cependant pas parfumées. Elles atteignent 10 centimètres de hauteur et 50 centimètres de largeur leur maturité atteinte. Faisant partie de la catégorie des plantes vivaces, elles vivent plus de 2 ans, ou sous-arbrisseau du fait qu'elles soient des plantes ligneuses d'une taille inférieure à cinquante centimètres. Elle peuvent être rampantes, érigées ou retombantes.
Les fleurs sont solitaires et leur taille varie entre 2,5 et 8 centimètres de diamètre. Elles sont en cymes, les axes principaux se terminant par une fleur. Sous climat tempéré froid ses fleurs jaunes apparaissent à la fin du printemps et les feuilles virent au rouge-brun en hiver.
Les feuilles sont opposées et plus ou moins papillées, c'est-à-dire qu'elles sont recouvertes de petites rugosités. Quant aux pédicelles, ils peuvent être longs ou courts.

## Reproduction
C'est une espèce hermaphrodite du fait que n'importe quels individus peuvent se reproduire entre eux, chaque plante possédant les deux organes sexuels. La placentation de la fleur est dite pariétale parce que les 5 loges sont composées de placentas sur la périphérie et que les carpelles sont soudés et ouverts.

## Culture
| Plantation        | Conditions optimales            |
| ----------------- | ------------------------------- |
| Exposition        | Soleil                          |
| Rusticité         | Assez rustique (- 7 °C minimum) |
| Humidité du sol   | Sec                             |
| pH du sol         | Neutre                          |
| Type de sol       | Drainé à léger                  |
| Richesse du sol   | Normale                         |
| Vitesse de pousse | Normale                         |

Pour les cultures hors sol il est conseillé de cultiver dans un substrat à cactus en pleine lumière avec une bonne ventilation. En période de végétation, il faut arroser modérément et apporter un engrais équilibré toutes les 3 semaines, mais stopper les arrosages en période de dormance.
Les cochenilles farineuses et mouches vertes peuvent causer des dégâts.